# Sylvain Maurice
Sylvain Maurice, né en 1966 est un metteur en scène de théâtre français.

## Biographie
Sylvain Maurice a été élève à l’École du Théâtre National de Chaillot.

### L'Ultime & Co - 1992/2002
En 1992 il fonde sa compagnie, l'Ultime & Co.
Il est nommé à la direction du Nouveau Théâtre de Besançon de 2003 à 2011 puis celle du Théâtre de Sartrouville et des Yvelines de 2013 à 2022.
En 2012 il crée une nouvelle compagnie à laquelle il se consacre dès 2023 en s'installant dans le Finistère Sud.

## Mises en scène
- 2018 : Ma cuisine, écrit avec les contributions de Thomas Quillardet, Nadine Berland, Aurélie Hubeau et Philippe Rodriguez-Jorda[3]
- 2022 : Arcadie, adapté du roman d'Emmanuelle Bayamack-Tam[4]
- 2022 : La Campagne de Martin Crimp[5]
- 2025 : Le Roi Nu de Evgueni Schwartz (traduction André Markowicz), Théâtre du Peuple de Bussang (Vosges)